# Деусдедит Кентерберийский
Деусдеди́т Кентербери́йский  (лат. Deusdedit Cantuariensis; умер 14 июля 664 года) — первый англосакс, ставший архиепископом Кентерберийским. Первоначально носил имя Фрифона (возможно, Фрифувайн или Фрифонас), но после своего посвящения взял имя Деусдедит. Англосакс по рождению, он принял сан в 655 году и оставался архиепископом Кентерберийским девять лет вплоть до своей смерти в 664 году, вероятно, от чумы. Преемником Деусдедита стал один из его священников в Кентербери. Историки до сих пор спорят о точной дате его смерти из-за расхождения дат в исторических документах о его жизни. О его делах в сане архиепископа также мало что известно. Считается, что канонизирован Деусдедит был после своей смерти, хотя история его жизни была написана только в 1091 году после перезахоронения его останков.

## Биография

### Архиепископство
По традиции, установившейся после норманнского завоевания, Гонселин называет Деусдедита настоящим именем, Фрифона (анг. Frithona), которое, возможно, сокращение от Фрифувайн (анг. Frithuwine). В архиепископы Деусдедит был рукоположен Ифамаром Рочерстерским в 655 году 26 марта, а по другим источникам 12 марта. Он родился в Уэссексе и стал шестым архиепископом Кентерберийским и первым англосаксом на этом посту после прибытия «Григорианской миссии» в Англию в 595 году. Одной из причин столь долгого пребывания на посту архиепископа римлян является, скорее всего, желание передать опыт и установить высокий стандарт в английской церкви. Своим назначением на пост архиепископа Деусдедит, скорее всего, обязан тесному сотрудничеству Эрконберта, короля Кента, и Кенвала, короля Уэссекса. Имя Деусдедит обозначает в дословном переводе «данное Богом» и было принято также папой Адеодатом I (Адеодат является одним из вариантов этого имени), правившим с 615 по 618 год. Принятие нового имени после вступления в сан, чаще всего имени одного из римских пап, являлось в то время традицией среди англосакских священников. Когда именно Деусдедит принял новое имя, не известно, но историки считают, что имя он изменил после вступления в сан архиепископа а не после крещения.
Похоже, что во время правления Деусдедита архиепископство переживает период затишья, а сам архиепископ находится в сравнительной безвестности. Во время его архиепископства все новые епископы в Англии были освящены кельтской, либо иностранной церковью, за одним исключением: Деусдедит рукоположил в епископы Рочестера Дамиана, преемника Ифамара Рочестерского. Деусдедит основал монастырь на острове Танет и помог в основании Собора в Питерборо в 657 году. Долгое время Деусдедит находился в тени Агильберта, епископа в западной Саксонии, и его влась распространялась только на его собственную епархию и епархию Рочестера, которая традиционно подчинялась епархии Кентербери.
На Синоде в Уитби в 664 году, где обсуждалась дата празднования пасхи, Деусдедит также не присутствовал, возможно, из-за вспышки чумы.

### Смерть
Деусдедит умер во время синода 664 года, хотя точная дата его смерти неизвестна. Беда Достопочтенный в своей книге «Церковная история народа англов» пишет:

Четырнадцатого июля вышеупомянутого года, когда затмение молниеносно сменила чума и епископ Колман Линдисфарнский был свергнут единогласным решением и вернулся к себе на родину, епископ Деусдедит Кентерберийский умер.
Солнечное затмение произошло 1 мая 664 года, и 14 июля вполне могло быть датой смерти Деусдедита, но это противоречит собственному высказыванию Беды ранее, где он утверждает, что его предшественник, Гонорий Кентерберийский:

…умер 30 сентября 653 года и после 18 месяцев Деусдедит стал шестым архиепископом Кентерберийским. Он был рукоположен в сан Ифамаром, епископом Рочестерским, 26 мая, и оставался на посту до своей смерти девять лет, четыре месяца и два дня спустя.

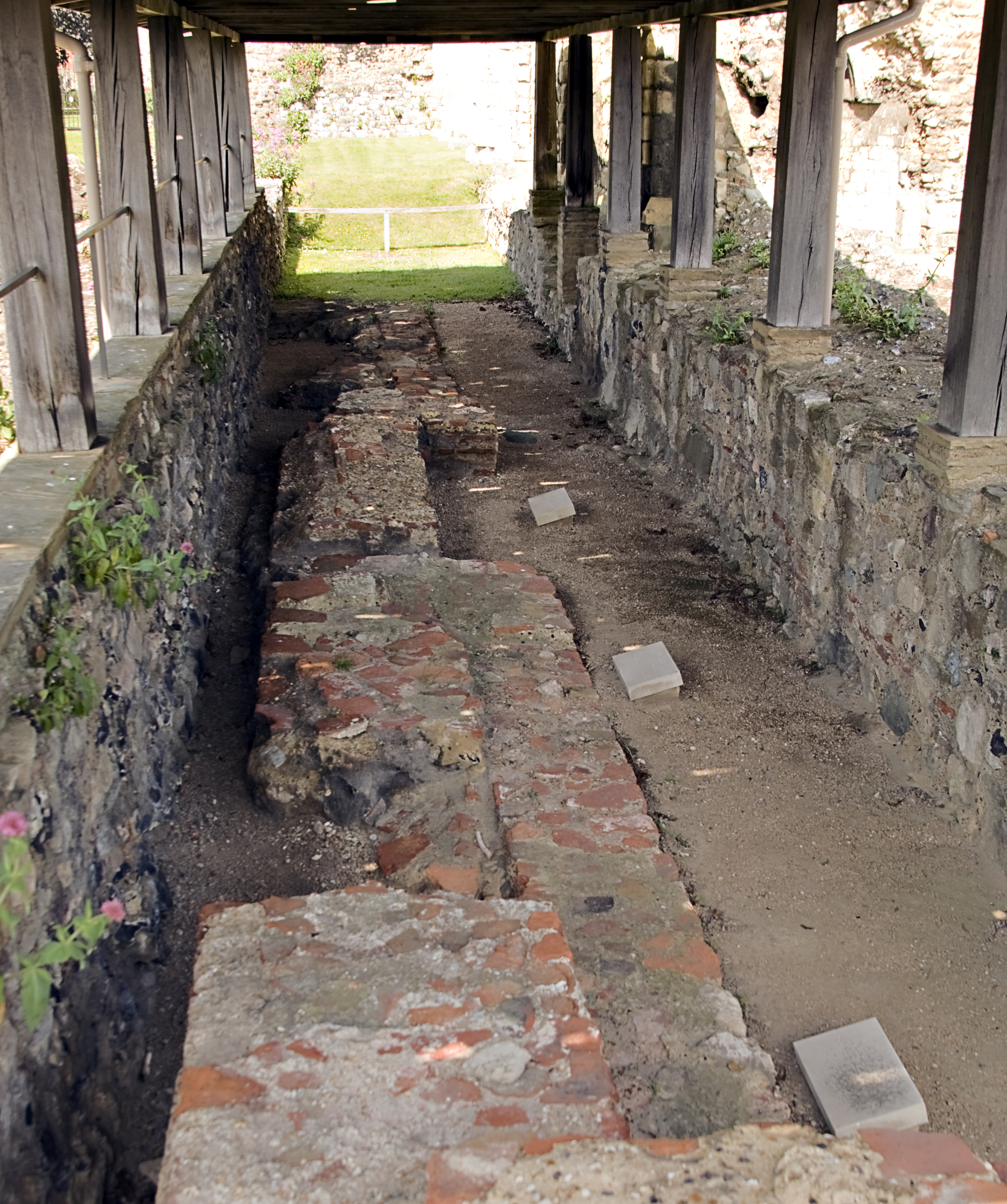
Безымянная могила Деусдедита в аббатстве Святого Августина в Кентербери. Могилы, отмеченные камнями, принадлежат Юсту, Меллиту и Лаврентию, архиепископам Кентербери.

Если эта информация верна, Деусдедит умер 28 июля 664. Было предложено несколько трактовок этого несоответствия. Фрэнк Стентон, например, утверждал, что Беда начинал исчисление года с 1 сентября. Также Стентон утверждал, что переписчик допустил ошибку и на самом деле Беда написал «9 лет, 7 месяцев и 2 дня спустя», а не «9 лет, 4 месяца и 2 дня спустя». И если датой смерти Гонория считать 30 сентября 652 года, то дата смерти Деусдедита смещается на 28 октября 663 года. Таким образом, Стентон полагал, что Деусдедит умер в год между 1 сентября 663 и 1 сентября 664, в год солнечного затмения. Другие историки, включая Ричарда Абельса и Алана Тэйкера, считают датой смерти Деусдедита 14 июля 664 года. Главный аргумент выдвинул Грожан, утверждавший, что 26 мая это Великий четверг 665 года, а не день возведения Деусдедита в сан. Грожан также предложил взять за дату смерти Деусдедита 14 июля и считать назад до дня его возведения в сан, который по этой теории выпадает на 12 марта 655 года. Тэйкет и Абель соглашаются с Грожаном в том, что посвящение Деусдедита состоялось в марте. Беда указал также, что Деусдедит и Эрконберт, король Кента, умерли в один день, а день смерти Эрконберта точно установлен — 14 июля 664 года. Беда также указывает, что чума началась до солнечного затмения 1 мая. Таким образом 14 июля 664 года является наиболее вероятной датой смерти Деусдедита. Историк Кирби также утверждает, что Деусдедит умер в 664 году, не называя, впрочем, точной даты.
Большинство историков утверждают, что Деусдедит умер от чумы, бушевавшей в то время в Англии. Так как Беда коротко упоминает о смерти Деусдедита вскоре после записей о начале чумы, историк Маддикотт считает, что и король Эрконберт, и Деусдедит заболели и быстро умерли. Беда не пишет, какой вид чумы поразил Деусдедита, но Маддикотт считает, что по скорости распространения это, скорее всего, была бубонная чума. И хотя Беда не описывает симптомы Деусдедита или Эрконберта, рассказывая о других жертвах заболевания он упоминает вздутия на коже, характерные для бубонной чумы.

### Наследие
За исключением нескольких фактов, о жизни Деусдедита мало что известно. Преемник Деусдедита, Вигхерд, был одним из его священников. После своей смерти Деусдедит был канонизирован, его днём считается 14 июля, хотя в псалтире церкви святого Августина конца 10 века называется 15 июля.
Деусдедит был похоронен в церкви святого Августина в Кентербери, а в 1091 году его останки были перенесены в новую церковь при аббатстве. После переноса его останков Гонселин написал его жизнеописание, взяв большинство фактов из описаний Беды, и таким образом описания Беды являются единственным источником информации о жизни Деусдедита.

## Комментарии
1. ↑  Современный историк Питер Блэйр называет другое имя – Фрифонас (анг. Frithonas).